# Nuuk Posse
Nuuk Posse – grenlandzki zespół hip-hopowy. Zespół powstał w 1985 roku, a w 1991 zmieniono nazwę na obecną. Nuuk Posse jest grupą wielojęzyczną - rapuje w języku grenladzkim, angielskim i duńskim. Wszyscy członkowie tego zespołu są inuitami.
Nuuk Posse koncertowali w takich krajach jak: Szwecja, Niemcy, Hiszpania, Belgia czy Kanada, lecz nigdy nie zagrali w Danii. Grupa dostała w 1995 nagrodę kulturową Grenlandii.

## Członkowie zespołu
- Andreas Hojgaard - beatbox
- Lars Sørensen - rap
- Peter Motzfeldt - rap, śpiew
- Henrik Pedersen - rap
- Thomas Hansen - rap
- John Olsen - rap, tekst

## Dyskografia

### Albumy
- NP (1994)
- Kaataq (1996)

### Single
- Sussa Appinnagu (1992)
- Indigenous Reality